# Jean Hugues Magnin-Philippon
Jean Hugues Magnin-Philippon est un homme politique français né le 19 août 1791 à Salins-les-Bains (Jura) et mort le 28 mars 1856 à Dijon (Côte-d'Or).

## Biographie
Maitre de Forges, il siège au tribunal de commerce de Dijon de 1829 à 1852, terminant comme président de ce tribunal. Conseiller municipal de Dijon de 1830 à 1848 et de 1850 à 1851, conseiller général du canton de Dijon-Ouest de 1842 à 1848, il est député de la Côte-d'Or de 1848 à 1849, siégeant à gauche. Opposant au Second Empire, il démissionne de toutes ses fonctions après le coup d’État du 2 décembre 1851.

## Sources
- « Jean Hugues Magnin-Philippon », dans Adolphe Robert et Gaston Cougny, Dictionnaire des parlementaires français, Edgar Bourloton, 1889-1891 [détail de l’édition]